# Sergej Vavilov
Sergej Ivanovič Vavilov (12.jul./ 24. března 1891greg., Moskva, Ruské impérium – 25. leden 1951, Moskva, SSSR) byl ruský fyzik a prezident Akademie věd SSSR (1945–1951), který se věnoval fyzikální optice (zejména studiu fotoluminiscence).
Byl nositelem čtyř Stalinových cen (1943, 1946, 1951, 1952 – posmrtně). Narodil se v rodině moskevského výrobce obuvi a městského představitele Ivana Vavilova a byl mladším bratrem sovětského genetika Nikolaje Vavilova.